# Star 660
Star 660 – polski terenowy samochód ciężarowy o ładowności 4,5 tony produkowany w latach 1965–1983 przez FSC „Star”.

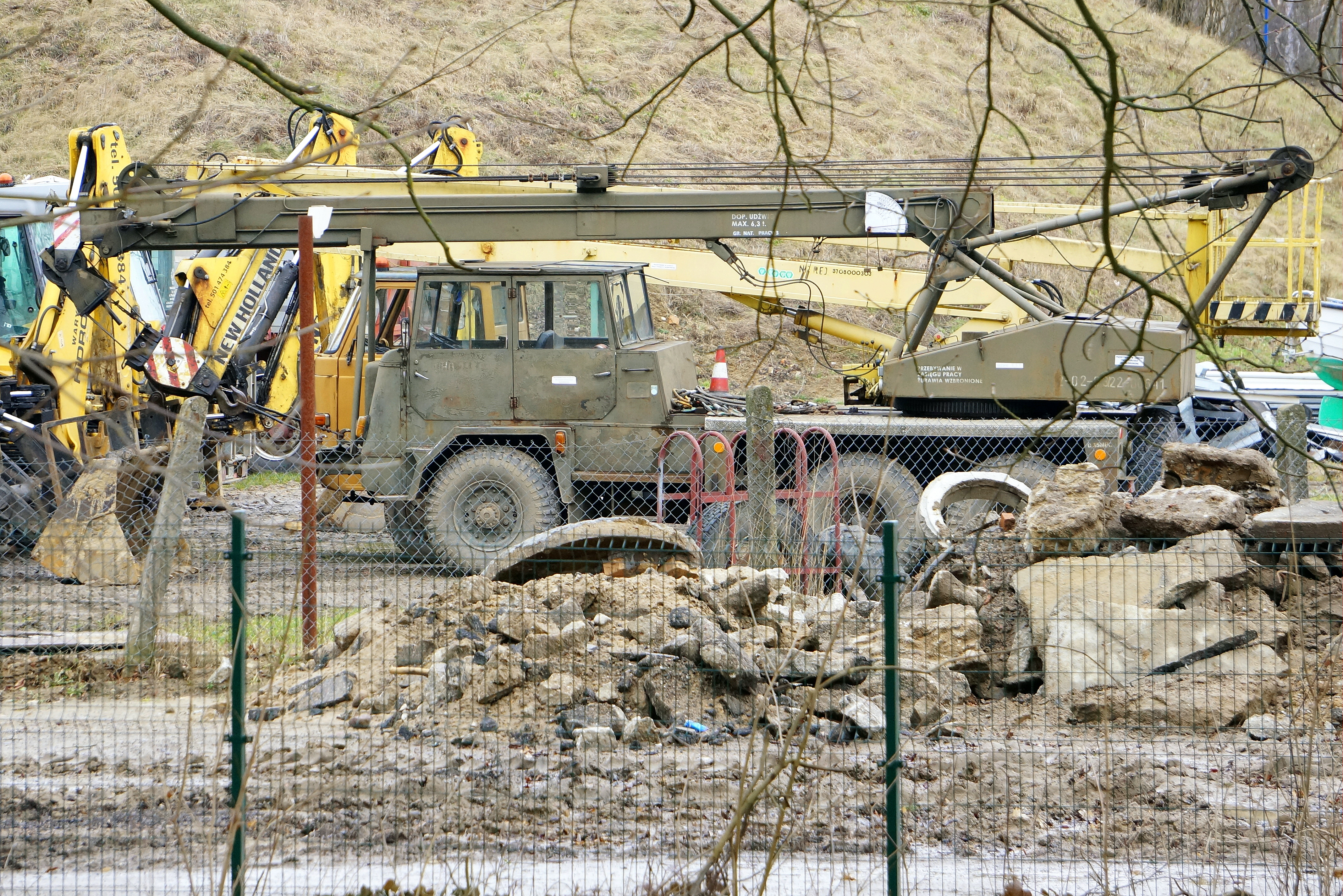
Star 660 z żurawiem Hydros R-061

## Historia modelu

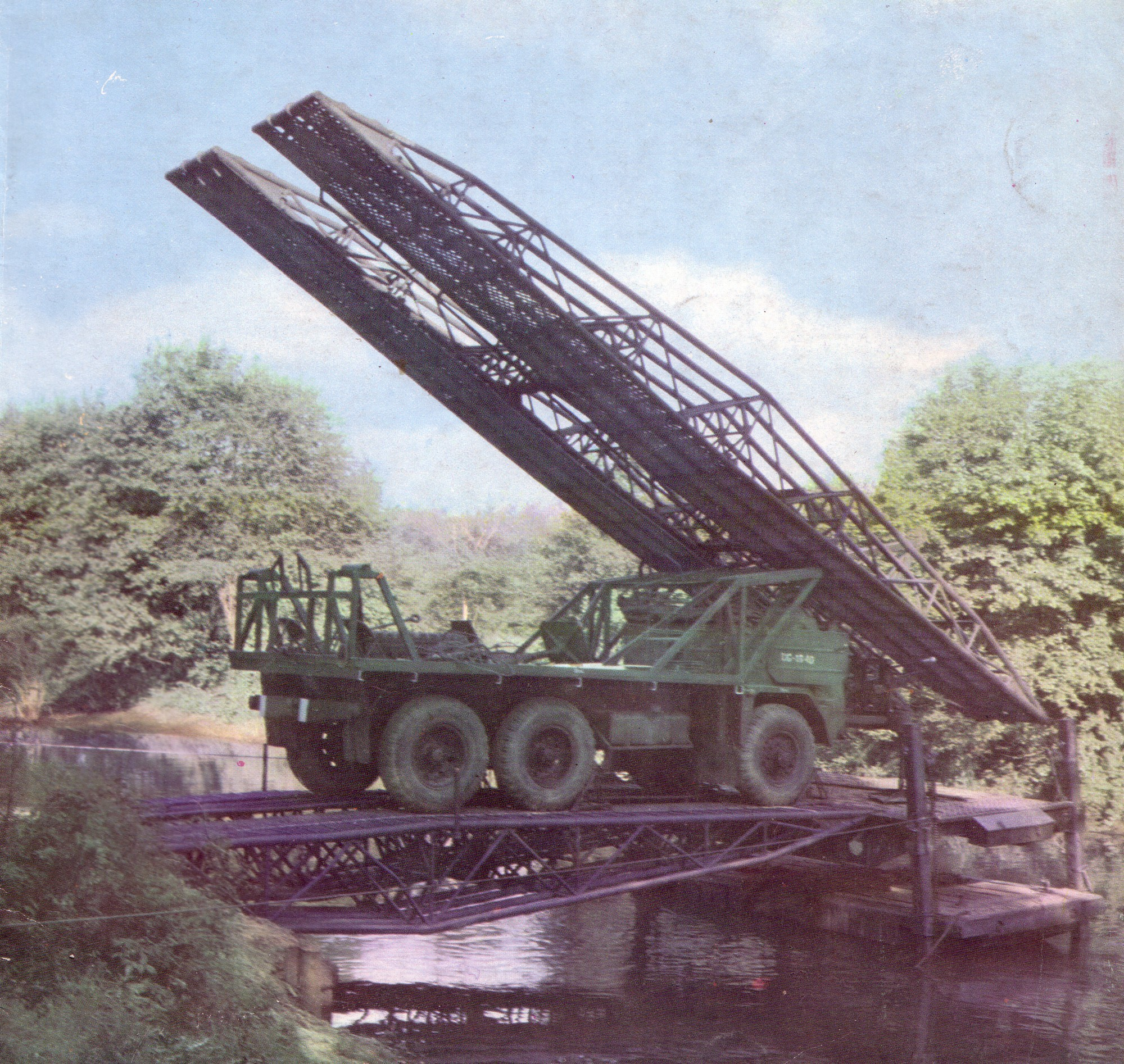
Star 660 ze Składanym Mostem Towarzyszącym 1 (SMT-1)

Model ten stanowi modernizację produkowanego od 1958 roku samochodu ciężarowego Star 66. W wyniku zebranych doświadczeń oraz uwag wojska na temat eksploatacji modelu 66 postanowiono unowocześnić oraz w lepszym stopniu dostosować ten pojazd do wykonywania zadań jakich przed nim stawiano. Prace konstrukcyjne nad zmodernizowanym modelem rozpoczęto na początku lat 60. w Biurze Konstrukcji Przemysłu Motoryzacyjnego w Warszawie oraz Przyzakładowym Biurze Konstrukcyjnym FSC Star. Efekty prac biur konstrukcyjnych zostały zaprezentowane w 1962 roku. Z powodu braku możliwości technicznych oraz finansowych zakładu w Starachowicach, postanowiono przeprowadzić proces wdrażania nowych rozwiązań konstrukcyjnych w dwóch etapach.
Produkcję zmodernizowanego modelu o oznaczeniu Star 660M1 rozpoczęto w 1965 roku. Nadwozie pojazdu osadzone zostało na podłużnicowej ramie spawanej wykonanej z blachy tłoczonej. W układzie jezdnym zastosowano przedni sztywny most napędowy zawieszony na półeliptycznych resorach piórowych oraz dwóch hydraulicznych amortyzatorach ramieniowych. Zawieszenie osi środkowej i tylnej stanowiły mosty napędowe, każdy zawieszony na dwóch odwróconych półeliptycznych resorach piórowych oraz sześciu drążkach reakcyjnych. Mosty napędowe wyposażone zostały w sterowaną pneumatycznie blokadę mechanizmu różnicowego. Układ hamulcowy dostosowano do zasilania hamulców przyczepy oraz wyposażony został w nadciśnieniowy system wspomagania. Do napędu Stara 660M1 zastosowano polski, 6-cylindrowy, rzędowy silnik benzynowy typu S47, o pojemności skokowej 4680 cm³ i mocy maksymalnej 77,3 kW (105 KM). Jednostka napędowa zblokowana została z 5-biegową manualną, niezsynchronizowaną skrzynią biegów, zespoloną poprzez wał rurowy ze sterowanym mechanicznie reduktorem o dwóch przełożeniach. Dodatkowo skrzynia biegów zintegrowana była z przystawką odbioru mocy umożliwiającą przekazywanie mocy urządzeniom zewnętrznym.
 
Star 660M1 wyposażany był w otwartą, dwuosobową kabinę wagonową typu N66 z brezentowym, składanym do tyłu dachem oraz dwudzielną przednią szybą.
W roku 1968 przeprowadzono modernizację tego modelu. W zmodernizowanym pojeździe o oznaczeniu Star 660M2 zastosowano metalowo-brezentową konstrukcję dachu kabiny, poprawiając izolację termiczna i akustyczną, zmieniono kształt osłony silnika oraz dźwigni zmiany biegów. Zmianami objęto również instalację elektryczną pojazdu poprzez jej ekranowanie, dostosowując ją do pracy w całkowitym zalaniu przez wodę, dzięki czemu pojazd mógł pokonywać głębsze przeszkody wodne oraz być przeciąganym po dnie. W układzie hamulcowym zwiększono wydajność pompy wspomagania oraz zastosowano zawór sterujący układem hamulcowym przyczepy. 
W tym samym roku do produkcji wprowadzony został model Star 660D. Do napędu tej wersji przeznaczono 6-cylindrowy, rzędowy silnik wysokoprężny typu S530A, o pojemności skokowej 6230 cm³ i mocy maksymalnej 73,6 kW (100 KM). Od 1970 roku stosowano również mocniejszy silnik wysokoprężny typu S359 z bezpośrednim wtryskiem paliwa o pojemności skokowej 6840 cm³ i mocy 110 kW (150 KM).
Pomimo wprowadzenia do produkcji w 1973 roku, nowego terenowego samochodu ciężarowego Star 266, produkcja modeli rodziny Star 660 była kontynuowana do 1983 roku.
Na podwoziu modelu Star 660 i jego pochodnych montowano różne wersje zabudów jak np. nadwozie furgonowe typu 117 AUM, Żuraw samochodowy Hydros R-061 lub ŻSH-6S, koparki K-407B, radiostacje R-118, R-137 oraz R-140, stacje radioliniowe R-404 i R-405, nadwozia naprawcze typu 750 Sarna, nadwozia typu AP-64 do przewozu bloków pontonowych, nadwozia typu BP-64 do przewozu bloków brzegowych parków pontonowych czy też most towarzyszący SMT-1. 
Dla Wojska Polskiego dostarczono 13 760 samochodów Star 660.

## Modernizacje postprodukcyjne
W 2000 roku modernizację Stara 660 zaproponowała spółka AMZ Głowno, w wyniku czego ok. 100 ciężarówek Wojska Polskiego zostało przebudowanych przez różne podmioty do wersji Star 660M3P. Głównym jej elementem była wymiana silnika na nowoczesny turbodiesel IVECO 8140SRC20 o pojemności 2,8 l, mocy maksymalnej 122 KM (90 kW) i maksymalnym momencie obrotowym 285 Nm. Ponadto zastosowano m.in. przekładnię kierowniczą typu ZF z hydraulicznym wspomaganiem, dwuobwodowy układ hamulcowy ze wspomaganiem i instalację elektryczną 24 V. Mimo zastosowania silnika o umiarkowanej mocy, pochodzącego z samochodu dostawczego Iveco Daily, modernizacja ta poprawiła parametry samochodu. Następnie około 20 samochodów zostało zmodernizowanych do wariantu Star 660M3 przez WZM w Siemianowicach Śląskich, które zastosowały silnik IVECO o mocy maksymalnej 170 KM (125 kW) i maksymalnym momencie obrotowym 550 Nm.

## Star 660 JP2 Papamobile

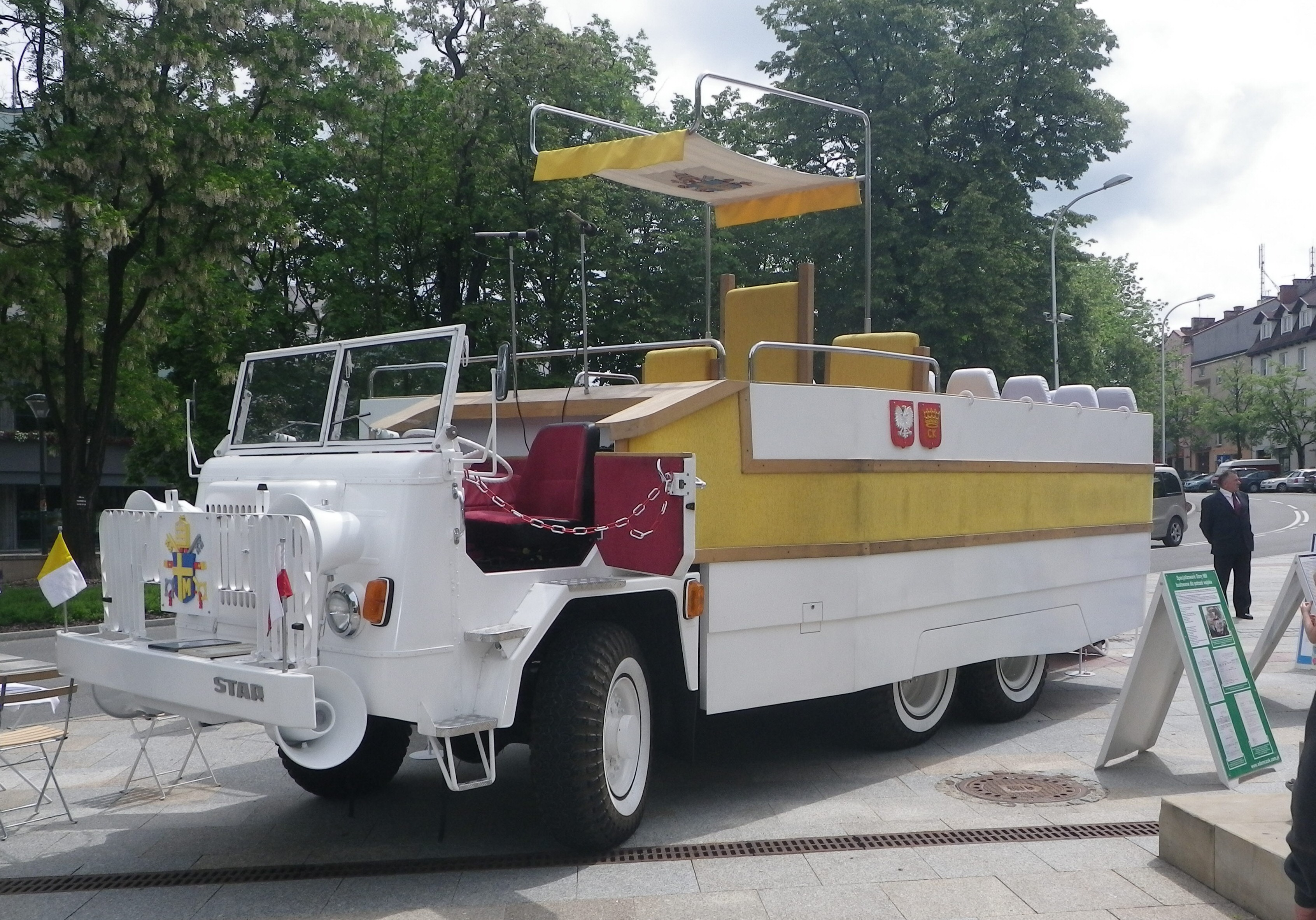
Papieski Star 660 - odbudowana replika na oryginalnym podwoziu.

Jan Paweł II przed swoją pierwszą pielgrzymką do Polski zażyczył sobie żeby być przewożony pojazdem polskiej produkcji. W kwietniu 1979 roku zlecenie na papamobile dostał Przemysłowy Instytut Motoryzacji w Warszawie. Szefowie przedsięwzięcia zdecydowali, że samochód wykonają na podwoziu Stara 660. W półtora miesiąca zbudowano dwa egzemplarze - w razie awarii jednego z nich podczas wizyty.
Po zakończeniu wizyty Ojca Świętego celem komunistycznych władz Polski było zatarcie śladów po pojeździe, który mógł stać się przedmiotem kultu. Gondolę zdemontowano i zniszczono, natomiast podwozie wraz z kabiną zostało przewiezione do FSC w Starachowicach, skąd po krótkim czasie zostało sprzedane w październiku 1979 roku do PGR w Główczycach. Ciężarówka była tam wykorzystywana do wczesnych lat dwutysięcznych.
W 2006 roku grupa pasjonatów podjęła się budowy repliki na odnalezionym, oryginalnym podwoziu.
Pomocą służyli ludzie, którzy pracowali przy budowie papamobile 27 lat wcześniej - udało się zdobyć wzory tkanin, odtworzono baldachim i parasole, znaleziono identyczne siedzenia, w czym pomógł PKS w Ostrowcu Świętokrzyskim S.A., czy firma z Wąchocka szyjąca pokrowce.
W 2008 roku prace nad repliką dobiegły końca. Obecnie Star 660 papamobile jest w stałej ekspozycji starachowickiego muzeum, a czasem wyrusza na nowe „pielgrzymki”, uświetniając swoją obecnością różne uroczystości.